# I wanna... (SE7ENの曲)
「I wanna...」（アイ・ワナ）は、大韓民国の歌手、SE7ENの4枚目のシングル。

## 概要
- 前作から11か月ぶりのシングルとなった本作は作曲・編曲にinfix、松田樹利亜、椎名へきる、SMAPといった、多数の歌手の楽曲を手掛けたJoey Carboneなどの海外クリエイターを迎えた。これまでのポップ路線から一転、R&Bを前面に押し出した。
- プロモーションビデオでは、ハードなダンスを主にして行った[1]。彼曰く、「監督と相談しながら色々な話をした。やりたいことはたくさんやった。見どころは全部です」と述べている。
- レコーディングでは、踊りながら行ったため、「すごく楽しかった。早く終わって気持ち良かった」と好意的な感想を述べている。

## 批評
CDジャーナルは表題曲を「韓国での活動におけるスタイルに近いブラック系の曲調と雰囲気をJ-POPで実現。SE7ENスタイルといえる」と評した。

## 収録曲
1. I wanna...
作詞：HI-D　作曲：Joey Carbone・Anthony Mazza　編曲：Joey Carbone・須貝幸生・DJ Cool-K・Kevin Christopher Teasley
2. what u want?
作詞：Rina Moon　作曲：Joey Carbone・Anthony Mazza・Kiyo Tsurumi　編曲：Joey Carbone・LISA HUANG
3. I wanna... (inst.)
4. what u want? (inst.)